# 요르단 대수
추상대수학에서 요르단 대수(Jordan代數, 영어: Jordan algebra)는 교환 법칙을 따르지만 결합 법칙을 따르지 않을 수 있는 쌍선형 이항 연산을 갖춘 대수 구조의 일종이다.

## 정의

### 쌍선형 형식을 통한 정의
2가 가역원인 가환환 {\displaystyle K} 위의 요르단 대수 {\displaystyle A}는 다음과 같은 데이터로 주어진다.
- {\displaystyle K}-가군 {\displaystyle A}
- 교환 법칙을 만족시키는 쌍선형 이항 연산 {\displaystyle \bullet \colon \operatorname {Sym} _{K}^{2}(A)\to A}
- 이 이항 연산의 항등원 {\displaystyle 1_{A}\in A}

이는 다음 조건을 만족시켜야 한다.
- (요르단 항등식 영어: Jordan identity) {\displaystyle (x\bullet y)(x\bullet x)=x\bullet (y\bullet (x\bullet x))\qquad \forall x,y\in A}

(일부 문헌에서는 항등원의 존재를 요구하지 않는다.)

### 이차 형식을 통한 정의
가환환 {\displaystyle K} 위의 요르단 대수 {\displaystyle A}는 다음과 같은 데이터로 주어진다.
- {\displaystyle K}-가군 {\displaystyle A}
- 원소 {\displaystyle 1_{A}\in A}
- 함수 {\displaystyle U\colon A\to \hom _{K}(A,A)}, {\displaystyle x\mapsto U_{x}}

이는 다음 공리들을 만족시켜야 한다.
- {\displaystyle U_{1_{A}}=1_{A}}
- {\displaystyle U_{\alpha x}=\alpha ^{2}U_{x}}
- {\displaystyle U_{U_{x}y}=U_{x}\circ U_{y}\circ U_{x}}
- {\displaystyle U_{x}\circ V_{y,x}=V_{x,y}\circ U_{x}} ({\displaystyle V_{x,y}z=(U_{x+z}-U_{x}-U_{z})y})

또한, 이 공리들은 {\displaystyle K}의 임의의 스칼라 확장 {\displaystyle K\to {\tilde {K}}}에 대하여 성립하여야 한다.
만약 2가 가역원일 때, 이 정의는 첫째 정의와 동치이다. 그러나 이 정의는 만약 2가 가역원이 아닐 경우에도 잘 정의된다. 이 경우, 두 정의는 다음과 같이 대응된다.
| 첫째 정의                                                                                       | 둘째 정의                                       | {\displaystyle A}가 결합 대수일 경우 |
| ----------------------------------------------------------------------------------------------- | ----------------------------------------------- | ------------------------------------ |
| {\displaystyle 2x\bullet (x\bullet y)-(x\bullet x)\bullet y}                                    | {\displaystyle U_{x}y}                          | {\displaystyle xyx}                  |
| {\displaystyle 2\left(x\bullet (y\bullet z)+(x\bullet y)\bullet z-(x\bullet z)\bullet y\right)} | {\displaystyle V_{x,y}z=(U_{x+z}-U_{x}-U_{z})y} | {\displaystyle xyz+zyx}              |
| {\displaystyle x\bullet y}                                                                      | {\displaystyle {\tfrac {1}{2}}V_{x,y}1}         | {\displaystyle (xy+yx)/2}            |
그러나 이 두 정의가 서로 동치임을 증명하는 것은 전혀 자명하지 않다.

## 연산

### 직합
같은 가환환 {\displaystyle K} 위의 두 요르단 대수 {\displaystyle A}, {\displaystyle B}가 주어졌을 때, 그 직합 {\displaystyle A\oplus B}을 정의할 수 있다. {\displaystyle K}-벡터 공간으로서 이는 벡터 공간의 직합이며, 그 위의 연산은 다음과 같이 성분별로 정의된다.
{\displaystyle (a,b)\bullet (a',b')=(a\bullet a',b\bullet b')\qquad \forall a,a'\in A,\;b,b'\in B}
두 요르단 대수의 직합으로 표현될 수 없는 요르단 대수를 기약 요르단 대수(영어: irreducible Jordan algebra)라고 한다. 모든 유한 차원 요르단 대수는 기약 요르단 대수의 직합으로 분해되며, 이러한 분해는 (순서를 제외하면) 유일하다.:38, §5

### 몫
가환환 {\displaystyle K} 위의 요르단 대수 {\displaystyle A}의 요르단 아이디얼(영어: Jordan ideal)은 다음과 같은 {\displaystyle K}-부분 가군 {\displaystyle {\mathfrak {I}}\subseteq A}이다.
- {\displaystyle A\bullet {\mathfrak {I}}\subseteq {\mathfrak {I}}}

{\displaystyle U}로서, 이 조건은 마찬가지로 다음과 같다.
- {\displaystyle U_{\mathfrak {I}}(A)+U_{A}({\mathfrak {I}})\subseteq {\mathfrak {I}}}

요르단 아이디얼이 주어졌을 때, 요르단 대수의 몫 요르단 대수(영어: quotient Jordan algebra)
{\displaystyle A/{\mathfrak {I}}}
를 취할 수 있다. 반대로, 임의의 전사 요르단 대수 준동형 {\displaystyle \phi \colon A\to B}이 주어졌을 때, 그 핵 {\displaystyle \phi ^{-1}(0_{B})\subseteq A}은 요르단 아이디얼을 이룬다.
요르단 아이디얼은 ({\displaystyle {\mathfrak {I}}\neq A}라면) 1을 포함하지 않으므로, 부분 요르단 대수를 이루지 않는다.
정확하게 두 개의 아이디얼({\displaystyle \{0\},A})을 갖는 요르단 대수를 단순 요르단 대수(單純Jordan代數, 영어: simple Jordan algebra)라고 한다.

### 동위 연산
가환환 {\displaystyle K} 위의 요르단 대수 {\displaystyle (A,\bullet )}의 임의의 원소 {\displaystyle u\in A}에 대하여, {\displaystyle U_{u}\colon A\to A}가 전단사 함수라고 하자 (즉, {\displaystyle U_{u}\in \operatorname {GL} (A;K)}). 그렇다면, {\displaystyle A} 위에 다음과 같은 새 요르단 대수 구조를 정의할 수 있다.
{\displaystyle U_{x}^{(u)}=U_{x}\circ U_{u}}
만약 {\displaystyle 2\in \operatorname {Unit} (K)}라면, 새 이항 연산 {\displaystyle \bullet ^{(u)}}은 다음과 같다.
{\displaystyle x\bullet ^{(u)}y={\frac {1}{2}}V_{x,u}(z)=x\bullet (u\bullet y)+(x\bullet u)\bullet y-(x\bullet y)\bullet u}
이 요르단 대수 구조를 {\displaystyle A^{(u)}}라고 하며, 이를 {\displaystyle A}의 동위(同位, 영어: isotope)라고 한다.:233, Proposition Ⅱ.7.2.1(1–2) ({\displaystyle U_{u}}가 가역원이라는 조건은 {\displaystyle A^{(u)}}의 항등원이 존재하기 위해 필요하다.)
동위 연산은 다음 조건들을 만족시킨다.
{\displaystyle A^{(1)}=A}
{\displaystyle A^{(u)(v)}=A^{U_{u}(v)}}
이에 따라, 동위성은 동치 관계를 이룬다.:233, Proposition Ⅱ.7.2.1(4)

### 피어스 분해
요르단 대수 {\displaystyle (A,\bullet )}에서, 만약 어떤 원소 {\displaystyle e\in A}가 {\displaystyle e^{2}=e}를 만족시킨다면, 다음 항등식이 성립한다.
{\displaystyle e\bullet ((2e-1)\bullet ((e-1)\bullet x))=2(e\bullet (e\bullet x))-3e\bullet (e\bullet x)+e\bullet x=0\qquad \forall x\in A}
이에 따라서, 만약 {\displaystyle \operatorname {char} K\neq 2}이며 {\displaystyle A}가 유한 차원이라면, {\displaystyle e}에 의한 왼쪽 곱셈 사상 {\displaystyle (e\bullet )\colon A\to A}의 고윳값은 0, 1, 또는 ½이며, {\displaystyle A}는 다음과 같이 고유 공간으로 분해된다.
{\displaystyle A=A_{0}(e)\oplus A_{1/2}(e)\oplus A_{1}(e)}
이를 피어스 분해(영어: Peirce decomposition)라고 한다.

### 구조 리 대수
{\displaystyle K}가 2의 가역원이 존재하는 가환환이며, {\displaystyle (A,\bullet )}가 그 위의 요르단 대수라고 하자. 이룬다고 하자. 그렇다면, 이 경우 요르단 항등식에 따라서
{\displaystyle [x\bullet ,y\bullet ]\in {\mathfrak {der}}(A,\bullet )}
이 성립함을 보일 수 있다. 여기서
{\displaystyle (x\bullet )\colon A\to A\in {\mathfrak {gl}}(A;K)}
이며, 리 괄호는 {\displaystyle {\mathfrak {gl}}(A;K)}의 것이며, {\displaystyle {\mathfrak {der}}(A,\bullet )}은 {\displaystyle A}의 미분 리 대수이다.
이에 따라서, {\displaystyle K}-벡터 공간
{\displaystyle {\mathfrak {str}}(A)={\mathfrak {der}}(A)\oplus A}
위에 다음과 같은 리 괄호를 주어 {\displaystyle K}-리 대수로 만들 수 있다.
{\displaystyle [\delta ,\epsilon ]_{{\mathfrak {str}}(A)}=[\delta ,\epsilon ]_{{\mathfrak {der}}(A)}\qquad \forall \delta ,\epsilon \in {\mathfrak {der}}(V)}
{\displaystyle [\delta ,x]=\delta (x)\qquad \forall \delta \in {\mathfrak {der}}(V),\;x\in A}
{\displaystyle [x,y]=[x\bullet ,y\bullet ]\qquad \forall x,y\in A}
이를 요르단 대수 {\displaystyle A}의 구조 리 대수(構造Lie代數, 영어: structure Lie algebra)라고 한다.:12, §Ⅰ.0.3
물론, {\displaystyle A}의 항등원 {\displaystyle 1_{A}\in A}은 자명하게 작용하므로, 이를 제거하여 1차원 더 작은 {\displaystyle K}-리 대수
{\displaystyle {\mathfrak {str}}'(A)={\mathfrak {der}}(A)\oplus A/\operatorname {Span} _{K}\{1_{A}\}}
를 정의할 수 있다.

## 성질
일반적으로, 요르단 대수는 결합 법칙을 따르지 않는다. 다만, 요르단 항등식에 따라, 요르단 대수 {\displaystyle (A,\bullet )}에서 다음이 성립한다.
- (멱결합성 영어: power-associativity) 임의의 원소 {\displaystyle x\in A}에 대하여, {\displaystyle x}로 생성되는 부분 요르단 대수는 결합 법칙을 따른다. 특히, {\displaystyle x^{n}} ({\displaystyle n\in \mathbb {N} })과 같은 표현이 잘 정의된다.
- {\displaystyle (x^{m}\bullet y)\bullet x^{n}=x^{m}\bullet (y\bullet x^{n})\qquad \forall x,y\in A,\;m,n\in \mathbb {N} }

### 맥도널드 원리
3개의 (비가환, 비결합) 변수에 대한 다항식 {\displaystyle p(x,y,z)}이 주어졌다고 하자. 만약
- {\displaystyle p}가 {\displaystyle x}에 대하여 1차 이하이며,
- {\displaystyle p(x,y,z)=0}가 결합 대수를 이루는 모든 요르단 대수에 대하여 성립한다면,

{\displaystyle p(x,y,z)=0}는 모든 요르단 대수에 대하여 성립한다. 이를 맥도널드 원리(영어: Macdonald principle)라고 한다.:199, Theorem Ⅱ.5.1.1 이는 자유 요르단 대수를 통해 증명될 수 있다.

### 형식적 실수 요르단 대수
형식적 실수 요르단 대수(영어: formally real Jordan algebra)는 다음 조건을 만족시키는 요르단 대수 {\displaystyle A}다.
임의의 {\displaystyle x_{1},\dots ,x_{n}\in A\setminus \{0\}}에 대하여, {\displaystyle x_{1}^{2}+x_{2}^{2}+\dotsb +x_{n}^{2}\neq 0}이다.

## 분류
실수에 대한 유한 차원 형식적 실수 요르단 대수는 모두 분류되었다. 이러한 요르단 대수들은 단순 요르단 대수(영어: simple Jordan algebra)의 직합으로 나타낼 수 있다.
단순 요르단 대수들의 목록은 다음과 같다.
- {\displaystyle n\times n} 실수 정사각행렬들의 대수. 이 경우 곱셈은 {\displaystyle M\bullet N=(MN+NM)/2}이다.
- {\displaystyle n\times n} 복소 에르미트 행렬들의 대수. 이 경우 곱셈은 {\displaystyle M\bullet N=(MN+NM)/2}이다.
- {\displaystyle n\times n} 사원수 에르미트 행렬들의 대수. 이 경우 곱셈은 {\displaystyle M\bullet N=(MN+NM)/2}이다.
- {\displaystyle \mathbb {R} ^{n}}으로 생성되고 조건 {\displaystyle x^{2}=\lVert x\rVert ^{2}}을 만족시키는, 단위원을 갖춘 자유 요르단 대수. 이는 {\displaystyle n+1}차원 요르단 대수이며, 스핀 인자(영어: spin factor) 또는 클리퍼드형 대수(영어: Clifford-type algebra)라고 한다. 이는 클리퍼드 대수와의 유사성 때문이다.
- {\displaystyle 3\times 3} 팔원수 에르미트 행렬들의 대수. 이 경우 곱셈은 {\displaystyle M\bullet N=(MN+NM)/2}이다. 이를 예외 요르단 대수(영어: exceptional Jordan algebra) 또는 앨버트 대수(영어: Albert algebra)라고 한다. 이는 미국의 수학자 에이브러햄 에이드리언 앨버트의 이름을 딴 것이다.

| 기호                                                                                 | 실수 차원                | 이름                                                          | 정의 |
| ------------------------------------------------------------------------------------ | ------------------------ | ------------------------------------------------------------- | --- |
| {\displaystyle \operatorname {H} (n;\mathbb {R} )}                                   | {\displaystyle n(n+1)/2} | {\displaystyle n\times n} 실수 대칭 행렬 대수                 | {\displaystyle M\bullet N=(MN+NM)/2}                                                                                                |
| {\displaystyle \operatorname {H} (n;\mathbb {C} )}                                   | {\displaystyle n^{2}}    | {\displaystyle n\times n} 복소 에르미트 행렬 대수             | {\displaystyle M\bullet N=(MN+NM)/2}                                                                                                |
| {\displaystyle \operatorname {H} (n;\mathbb {H} )}                                   | {\displaystyle n(2n-1)}  | {\displaystyle n\times n} 사원수 에르미트 행렬 대수           | {\displaystyle M\bullet N=(MN+NM)/2}                                                                                                |
| {\displaystyle \operatorname {JSpin} (n)}                                            | {\displaystyle n+1}      | 스핀 인자 {\displaystyle \mathbb {R} \oplus \mathbb {R} ^{n}} | {\displaystyle (r,\mathbf {u} )\bullet (s,\mathbf {v} )=(rs+\langle \mathbf {u} ,\mathbf {v} \rangle ,r\mathbf {v} +s\mathbf {u} )} |
| {\displaystyle \operatorname {H} (3;\mathbb {O} )} 또는 {\displaystyle \mathbb {A} } | 27                       | 앨버트 대수 (3×3 팔원수 에르미트 행렬 대수)                   | {\displaystyle M\bullet N=(MN+NM)/2}                                                                                                |

여기서, 다음과 같은 동형이 성립한다.
{\displaystyle \operatorname {H} (1;\mathbb {K} )=\operatorname {JSpin} (0)=\mathbb {R} \qquad (\mathbb {K} \in \{\mathbb {R} ,\mathbb {C} ,\mathbb {H} ,\mathbb {O} \})}:50, §12
{\displaystyle \operatorname {H} (2;\mathbb {K} )=\operatorname {JSpin} (1+\dim _{\mathbb {R} }\mathbb {K} )\qquad (\mathbb {K} \in \{\mathbb {R} ,\mathbb {C} ,\mathbb {H} ,\mathbb {O} \})}:50, §13
구체적으로,
{\displaystyle a_{-1}={\begin{pmatrix}1&0\\0&-1\end{pmatrix}}}
{\displaystyle a_{0}={\begin{pmatrix}0&1\\1&0\end{pmatrix}}}
{\displaystyle a_{i}={\begin{pmatrix}0&e_{i}\\-e_{i}&0\end{pmatrix}}\qquad (i\in \{1,\dotsc ,\dim _{\mathbb {R} }\mathbb {K} -1\})}
로 잡으면,
{\displaystyle a_{i}\bullet a_{j}=\delta _{ij}1_{2\times 2}\qquad \forall i,j\in \{-1,0,1,\dotsc ,\dim _{\mathbb {R} }\mathbb {K} -1\}}
임을 알 수 있다 ({\displaystyle \delta _{ij}}는 크로네커 델타).

## 예

### 자명한 요르단 대수
임의의 가환환 {\displaystyle K}에 대하여, 0차원 또는 1차원 {\displaystyle K}-자유 가군 위에는 유일한 (항등원을 갖는) 요르단 대수 구조가 존재한다. 이들은 물론 결합 법칙 및 교환 법칙을 따른다.

### 결합 대수에 대응되는 요르단 대수
표수가 2가 아닌 체 {\displaystyle K} 위의 임의의 결합 대수 {\displaystyle A}가 주어졌을 때,
{\displaystyle x\bullet y={\frac {1}{2}}(xy+yx)}
를 정의하면, 이는 요르단 대수를 이룬다.
이는 {\displaystyle K}-결합 대수의 범주에서 {\displaystyle K}-요르단 대수의 범주로 가는 함자
{\displaystyle (-)^{+}\colon \operatorname {Assoc} _{K}\to \operatorname {Jord} _{K}}
를 정의한다.

### 자유 요르단 대수
주어진 체 {\displaystyle K}위의 요르단 대수의 개념은 대수 구조 다양체를 이루며, 따라서 자유 요르단 대수(영어: free Jordan algebra)의 개념이 존재한다. 즉, 망각 함자
{\displaystyle \operatorname {Jord} _{K}\to \operatorname {Vect} _{K}}
의 왼쪽 수반 함자가 존재한다.
0개의 원소로 생성되는 (항등원을 갖는) 자유 요르단 대수는 1차원 {\displaystyle K}-벡터 공간이다.
하나의 원소 {\displaystyle x}로 생성되는 자유 요르단 대수는 단순히 다항식환 {\displaystyle K[x]}이다.

## 응용
요르단 대수의 개념은 이론물리학에 사용된다.

## 역사

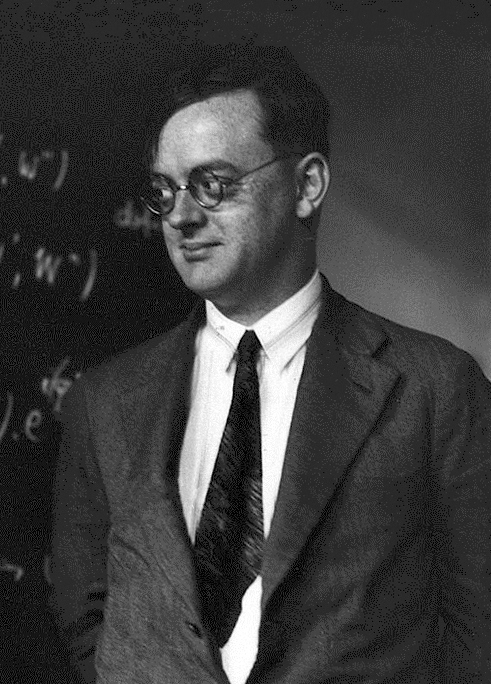
파스쿠알 요르단 (1920년대 사진)

파스쿠알 요르단이 1933년에 도입하였다. 요르단은 원래 양자역학의 관측 가능량의 대수를 다루기 위하여 도입하였다. {\displaystyle X,Y}가 에르미트 관측 가능량이라면 {\displaystyle X\bullet Y=(XY+YX)/2} 또한 관측 가능량이고, 이들은 단순 요르단 대수를 이룬다.
이후 케빈 맥크리먼(영어: Kevin McCrimmon)이 표수 2에 대한 요르단 대수의 “올바른” 정의를 발견하였다. 이에 대하여 맥크리먼은 다음과 같이 적었다.
| “ | 요르단 대수의 이야기는 결합 법칙을 따르지 않는 곱 {\displaystyle x\bullet y}에 대한 이야기가 아니라, 가능한 한 결합 법칙을 최대한 따르는 이차 곱 {\displaystyle U_{x}(y)}에 대한 이야기이다. The story of Jordan algebras is not the story of a nonassociative product {\displaystyle x\bullet y}, it is the story of a quadratic product {\displaystyle U_{x}(y)} which is about as associative as it can be. | ” |
|   | — :8, §Ⅰ.0.2 |   |

## 같이 보기
- 요르단 삼항 대수